# 367943 두엔데
367943 두엔데(367943 Duende)는 근지구 천체으로, 아폴로 소행성군에 속했다. 과거에 2012 DA14라는 이름을 가지고 있었다.
2012년 2월에 발견되었으며, 지름은 30 m, 질량은 40만 mt이다.

## 사건
2013년 2월 15일 19시 20분 경에 (협정 세계시 기준) 정지 궤도 인공위성보다 낮은 지상 약 27,700 km까지 접근하였다.
접근하기 몇 시간전 러시아의 첼랴빈스크주에 운석이 떨어져 1000여명이 다친 것
과 연관이 있는 것으로 추정되었으나 미국항공우주국 (NASA)는 관련이 없었다고 발표하였다.
한편 소행성은 이로 인해 지구보다 긴 368일의 공전주기를 가지는 아폴로 소행성군에서 지구보다 짧은 317일의 공전주기를 갖는 아텐 소행성군으로 궤도가 바뀌었다.

## 같이 보기
- 2013년 러시아 운석 낙하